# Liquid Glass
Liquid Glass，直譯「液態玻璃」，是蘋果公司開發的一種採用新擬物設計的圖形使用者介面和設計語言，作為該公司旗下各作業系統的統一視覺風格。Liquid Glass在2025年6月9日召開的苹果全球开发者大会（WWDC）上首次公開亮相，為iOS 26、iPadOS 26、macOS Tahoe、tvOS 26和watchOS 26引入更加接近液體、同時更具有玻璃質感的使用者介面。

## 設計原則
蘋果公司將液態玻璃定義為一種動態材質，稱其「結合了玻璃的光學特性，加入了特性」。 根据蘋果公司更新的人機介面指引，使用Liquid Glass製作的應用程式應當層次分明地展示內容和控制元件。 液態玻璃設計語言的目標是統一軟體介面元素及硬體裝置的外觀與感覺，使其在各種視窗大小和顯示器上保持一致。
Liquid Glass的一大特色是元素可以透過反射和折射光線自動適應環境。數位元素內部是透明的，但沿其形状邊緣產生外部高光，形成对比。  蘋果公司軟體工程高階副總裁克雷格·费德里吉在接受TechRadar的採訪时提及，在設計的過程中，蘋果公司的設計師使用了工業級設計工作室來製造不同不透明度和透鏡特性的玻璃，調整介面特性使之與真實玻璃非常接近。

## 實作
蘋果公司使用Liquid Glass設計語言將現有各平台作業系統的介面元件（如文字、滑塊、開關按鈕、警報訊息、面板、側邊欄以及整體毛玻璃設計）進行了徹底的改造。 Liquid Glass亦實作於內建應用程式、設備主畫面和第三方應用程式中。蘋果公司在一篇詳細介紹設計變更的影片中表示，此設計受到了macOS的Aqua設計語言、iOS 7中的即時高斯模糊、iPhone X中的動畫過渡、iPhone 14 Pro及更高版本上的動態島以及visionOS的玻璃狀UI的啟發。

## 評價
部分使用者稱讚使用此設計語言作業系統的美感，並對重現玻璃折射和透鏡特性的效果印象深刻。 不過，亦有其他使用者指出，部分元素過於透明，導致文字在低對比度環境下（例如陽光直射）難以閱讀。 接受《Wired》雜誌採訪的設計師認為，視覺效果分散了使用者對於應用程式內容的注意力。 更有設計師還擔心，小規模團隊的開發者可能難以達到新介面所設定的高標準。
Liquid Glass標誌著Apple在設計語言上的轉變，從喬納森·艾維推廣的扁平化設計風格轉向更具表現力的擬物化元素。 不少評論家和社群媒體用戶指出其与Windows Aero有相似之处，Windows Aero自Windows Vista中引入，設計語言中包含玻璃狀紋理，盛行一時。
克雷格·費德里吉坦言Liquid Glass需要額外的計算能力，這將導致一些人指責Apple公司是有計畫性地報廢產品。